# Ptiloprora meekiana
El mielero de Meek (Ptiloprora meekiana) es una especie de ave paseriforme de la familia Meliphagidae endémica de Nueva Guinea.

## Distribución y hábitat
Se encuentra a lo largo de la cordillera Central de la isla de Nueva Guinea. Su hábitat natural son los bosques húmedos tropicales de montaña.